# Leucadendron singulare
Leucadendron singulare är en tvåhjärtbladig växtart som beskrevs av I. Williams. Leucadendron singulare ingår i släktet Leucadendron och familjen Proteaceae. Inga underarter finns listade i Catalogue of Life.